# 미망 (드라마)
《미망》은 1996년 10월 23일부터 1997년 5월 1일까지 방영한 문화방송 수목드라마 작품이다.

## 해프닝 관련 이모저모
한편, 이 드라마는 원작과는 전혀 다른 이야기 전개로 논란이 일기도 했다.
그리고 2019년 개국한 MBC ON에서 다시 방송 중이고 극적 흥미를 위해 원작에 없었던 전태임(채시라 분) 이종상(김상중 분) 박승재(전광렬 분)의 삼각관계를 크게 부각시켰으며 이 과정에서 승재가 친구의 아내인 태임에게 "태임씨"란 호칭을 쓴 점, 태임과 승재가 술집에서 만나 술을 마시고, 질투에 눈먼 승재의 아내(강문영 분)가 남편의 얼굴을 할퀴는 동시에 양주를 마시며 밤을 새운다는 내용을 삽입시켰는데 태임의 딸인 여란이 승재에게 연정을 품은 뒤 승재의 부인이 보는 앞에서 입을 맞추고 전화의 사용이 일상적인 데다 기차 안에서 "이번에 내리실 역은 ○○입니다"라는 현대적인 안내방송이 나온 점, 남편이 아내를 자전거 뒤에 태우고 마을을 돌아다니는 장면이 사극으로서 최소한의 역사인식도 결여한 것인 한편 보는 이에게 실소를 자아냈다는 혹평이 있었다.
게다가, 1997년 1월 30일 방영분 중 채시라(전태임 역)가 수술을 받는 장면에서 벗은 어깨를 유난히 강조했으며 최불암(전처만 역)이 칼부림을 당하는 장면이나 일본인의 앞잡이를 폭행하는 장면에서 잔혹한 느낌을 주었다는 혹평이 있었고 김주승이 해당 작품에 캐스팅되어 연습까지 몇 차례 했지만 돈 문제로 파기한 뒤 SBS 《형제의 강》으로 옮겨 MBC 측으로부터 항의를 받아왔다.

## 등장 인물
- 채시라 : 전태임 역 (아역: 권해광)
- 최불암 : 전처만 역
- 김수미 : 홍씨 역 - 처만의 아내
- 홍리나 : 손씨 역 - 머릿방아씨, 전처만의 큰며느리
- 최상훈 : 전부성 역 - 둘째 아들
- 정성모 : 전이성 역 - 셋째 아들
- 김상중 : 이종상 역 (아역: 김태진)
- 최재성 : 전태남 역 (아역: 이춘교)
- 전광렬 : 박승재 역 - 친일 관료
- 강문영 : 박승재의 아내 역
- 최주봉 : 하야시 역
- 홍순창 : 하야시의 부하 역
- 김주영 : 호자봉 역. 하야시의 길잡이 노릇하는 앞잡이.
- 하재영 : 도요하루 역. 하야시의 길잡이 노릇하는 앞잡이.
- 조상구 : 형사 역
- 이희도 : 전태임의 외숙부 역
- 권재희 : 전태임의 외숙모 역
- 김학철 : 일본 고위관리 역
- 김금용 : 동네 아낙네 역
- 이영후 : 진동렬 역 - 전태남 장인, 독립운동가
- 박윤배 : 아첸(아겸) 역 - 중국 산동성 칭다오에서 온 초상화가
- 전현 : 전태임의 아들 역 (아역: 최우혁)
- 나경미 : 전태임의 딸 역
- 채유미 : 전태임의 며느리 역
- 최범호 : 전태임의 사위 역
- 한인수 : 최 서방 역 - 전처만 부하 1
- 박영태 : 전처만 부하 2 역
- 강인덕 : 전처만 부하 3 역
- 강성욱 : 전처만 부하 4 역
- 정한헌 : 사진사 역
- 최재호 : 요시미쓰 아키타로 역. 경성부 주재 일본 해군 헌병전대장.
- 김용선 : 요시미쓰 도시미코 역. 요시미쓰 아키타로의 부인.
- 이정훈 : 모리히로 역. 경성부 주재 일본 해군 헌병 소좌.
- 김환교 : 니치에 역. 경성부 주재 일본 해군 헌병 상위.
- 김서라 : 구혜정 역
- 김민희 : 진달래 역
- 이제니 : 조아라 역
- 고용화 : 부용화 역
- 김재현 : 김재득 역
- 이대로 : 서광현 역
- 정혜선 : 조계원 역
- 이효정 : 서영호 역
- 윤유선 : 영호 처 관원댁 역
- 오승윤 : 영호 부부 아들 서여환 역
- 이주석 : 황경승 역
- 조미령 : 경승 처 이성댁 역
- 고동현
- 서범식
- 안재홍
- 안연홍
- 곽정욱
- 장혜숙
- 조영철
- 김윤중
- 김정은
- 구혜진
- 김세아
- 유서진
- 강성연
- 서유정

## 결방 및 2회 연속 방영
- 1996년 12월 18일 : 17~18회 연속 방영
- 1996년 12월 19일 : 특집 자연 다큐멘터리 〈황새〉 1~2부 편성으로 결방
- 1997년 1월 1일 : 특집 MBC 뉴스데스크로 인해 순연되어 10시부터 21~22화 연속 방영
- 1997년 1월 2일 : 신년 특선영화 《미세스 다웃파이어》 편성으로 결방

## 참고 사항
- 1996년 10월 23일부터 1997년 2월 27일 최종회까지 <미망>과 경쟁한 KBS 2TV 머나먼 나라의 전작인 전설의 고향은 당초 사극 조광조 후속 월화드라마로 기획되었으나 <미망>의 집필자이면서 전설의 고향 원작자였던 임충 작가가 본인의 또다른 작품인 SBS 사극 만강과 같은 시간에 방영되는 것을 원하지 않자[5] 미니시리즈 컬러 후속 수목극으로 기획됐던 신고합니다와 편성을 맞바꿨다.
- 하지만 수목드라마 경쟁자인 KBS 2TV 머나먼 나라와 SBS TV 형제의 강 시청률로 인하여 고전면치못하게 될 뻔 했으나 SBS의 형제의 강이 끝난 뒤 상승했다.
- 당초 50부작 예정이었으나 56부작을 6회를 늘려 연장하여 시청률이 크게 좋아졌다.